# Urbit
Urbit es una plataforma digital descentralizada. Su objetivo es deconstruir el modelo cliente-servidor en favor de una red federada de servidores personales en una red punto a punto con una identidad digital coherente.

## Visión general
El grupo de programas de Urbit está formado por:
- un conjunto de lenguajes de programación ("Hoon", un lenguaje de programación funcional de alto nivel, y "Nock", su lenguaje compilado de bajo nivel);
- un sistema operativo de una sola función basado en esos lenguajes ("Arvo");
- un espacio personal de direcciones, construido sobre la cadena de bloques Ethereum, para que cada instancia del sistema operativo participe en una red descentralizada ("Azimuth");
- la propia red descentralizada, un protocolo cifrado punto a punto que se ejecuta en la parte superior del protocolo de datagramas de usuario.[5]

El sistema de enrutamiento Urbit consta de aproximadamente 255 "galaxias", 65.000 "estrellas", 4 mil millones de "planetas" y 4,3 billones de "lunas", que respectivamente funcionan de manera similar a DSS, ISPs, ordenadores personales y dispositivos que se conectan a ellos. 

## Plataforma

### Contexto
Urbit fue concebida y desarrollada por primera vez en 2002 por el bloguero político neoreaccionario Curtis Yarvin. Es un proyecto de código abierto desarrollado por Tlon Corporation, empresa que Yarvin cofundó en 2013 junto a Galen Wolfe-Pauly y John Burnham, un becario Thiel. Burnham dejó la compañía en 2014 y fue demandado por fraude por Yarvin. La compañía ha recibido financiación inicial de varios inversores desde su creación, sobre todo Peter Thiel, cuyo fondo "Founders Found", con la firma de capital riesgo Andreessen Horowitz invirtió $1,1 millones en 2013. La plataforma ha sido descrita como "complicada incluso para los programadores funcionales más experimentados".
Desde 2022 el software principal de una instalación de Urbit es un tablón de anuncios "básico" basado en texto.

### OS1
Urbit OS1 se lanzó en abril de 2020. Consistía en una aplicación de mensajería de grupo, un tablero de mensajes, un sistema para toma de notas y varias aplicaciones simples, como un reloj y un medidor meteorológico.

## Política y controversia
Las opiniones públicas de Yarvin acerca de la raza y la esclavitud han dado lugar a diversas polémicas en eventos públicos y conferencias relacionadas con Urbit. 
En 2015, la invitación de Yarvin a la conferencia de programación Strange Loop fue rescindida; el organizador de la conferencia declaró que la "mera inclusión y/o presencia de Yarvin eclipsaría el contenido de su charla.".
En la conferencia de programación funcional LambdaConf de 2016, el anuncio de la participación de Yarvin dio como resultado que otros cinco oradores y tres patrocinadores declinaran su participación.
El código fuente y los bocetos de diseño para el proyecto contienen varias alusiones que corresponden con las opiniones de Yarvin, incluyendo la clasificación inicial de los usuarios como "señores", "duques" y "condes". Yarvin ha descrito la estructura del espacio de direcciones de Urbit en 2010 como "feudalismo digital".
En una entrada de blog de 2019, Yarvin declaró que Urbit "no está diseñado como una estructura política". Josh Lehman, Director Ejecutivo de la Fundación Urbit, negó en 2022 que Urbit fuera "feudalismo digital".
Andrea O'Sullivan de la revista libertaria Reason comentó que "cuando analizas los valores subyacentes que guían el sistema, comienza a surgir un espíritu más bien libertario".
Después de diecisiete años de trabajo en el proyecto Urbit, Yarvin abandonó Tlon en 2019. Lehman dijo que la "parte más difícil" de su trabajo en Tlon había sido distanciar a Urbit de Yarvin.